# Mantelería
La mantelería es el juego de manteles y servilletas que se utilizan en la mesa. 

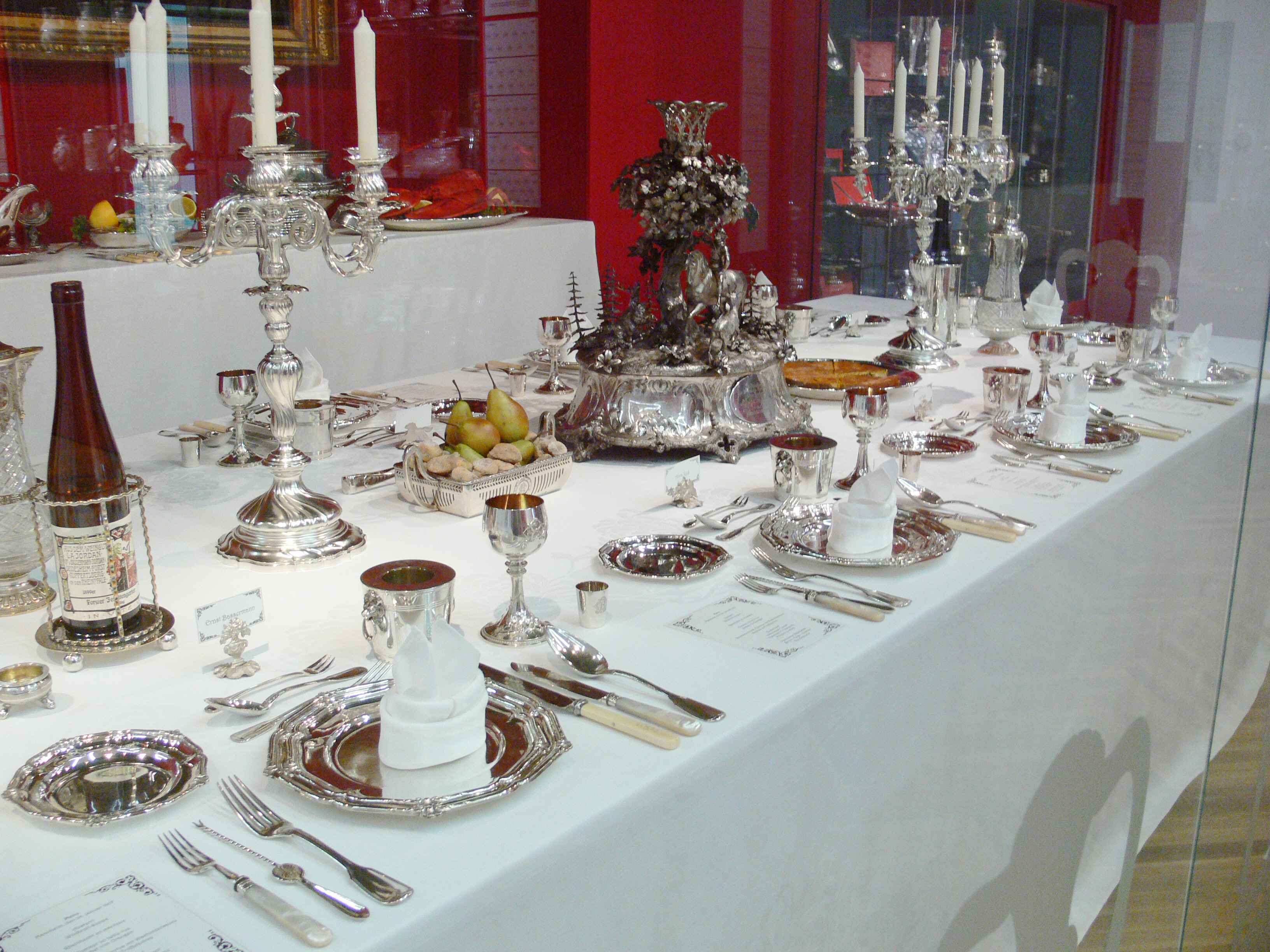
Mesa con mantelería

La mantelería está compuesta por una serie de elementos textiles que se emplean durante el acto de las comidas. Básicamente se compone por el mantel y las servilletas aunque también podría incluir el muletón que se coloca bajo el mantel para proteger la mesa de los golpes y las altas temperaturas. 
La función principal del mantel es la de proteger la mesa de manchas y humedades producidas durante la comida. Las servilletas se utilizan para limpiarse o secarse la boca y las manos. 
El mantel y las servilletas deben combinarse en diseño y tonalidades siendo los más habituales los de color blanco o las diversas tonalidades del crema. Ello no obsta para que existan manteles y servilletas rojos, azules o de otros colores llamativos que pueden utilizarse en situaciones especiales como, por ejemplo, celebraciones. Las mantelerías también pueden incluir diferentes ornamentaciones en forma de cenefas, calados o bordados en las que deben combinarse.

## Mantelerías de un solo uso
Las mantelerías de un solo uso es una opción que ha ganado en aceptación en los últimos tiempos incluso en establecimientos de hostelería. Consiste en manteles y servilletas fabricados en materiales desechables, eminentemente, papel por lo que se eliminan después de cada uso. La creciente variedad de diseños y la mejora de los materiales similares en textura a los textiles han potenciado su popularidad. Actualmente, se fabrican en calidades más gruesas y consistentes lo que no resta elegancia a la mesa. 
La ventaja de las mantelerías de un solo uso son evidentes. En primer lugar, se encuentra su bajo coste así como la comodidad de no tener que lavarlos tras cada utilización. En segundo término, se encuentran consideraciones de higiene al evitar la aparición de manchas o restos procedentes de usos anteriores. Por último, tanto manteles y servilletas pueden ser personalizados con la imagen del establecimiento.